# Peđa Grbin
Peđa Grbin (ur. 24 maja 1979 w Puli) – chorwacki polityk, prawnik i samorządowiec, parlamentarzysta, w latach 2020–2024 przewodniczący Socjaldemokratycznej Partii Chorwacji.

## Życiorys
Ukończył studia prawnicze na Uniwersytecie w Zagrzebiu, uzyskał uprawnienia adwokata. W 2006 zaczął prowadzić własną kancelarię adwokacką. W 1998 zaangażował się w działalność polityczną w ramach Socjaldemokratycznej Partii Chorwacji. Zasiadał w radzie miejskiej Puli. W 2011 uzyskał mandat deputowanego do Zgromadzenia Chorwackiego, który odnawiał w wyborach w 2015, 2016, 2020 i 2024.
Od 2016 był wiceprzewodniczącym SDP. W 2018 został znalazł się w gronie działaczy SDP, którzy na skutek krytyki działań jej lidera Davora Bernardicia zostali czasowo zawieszeni. W październiku 2020 wybrany na nowego przewodniczącego swojego ugrupowania. We wrześniu 2024 na tej funkcji zastąpił go Siniša Hajdaš Dončić.
W 2025 został wybrany na urząd burmistrza Puli.